# Magaria (Departement)
Magaria ist ein Departement in der Region Zinder in Niger.

## Geographie

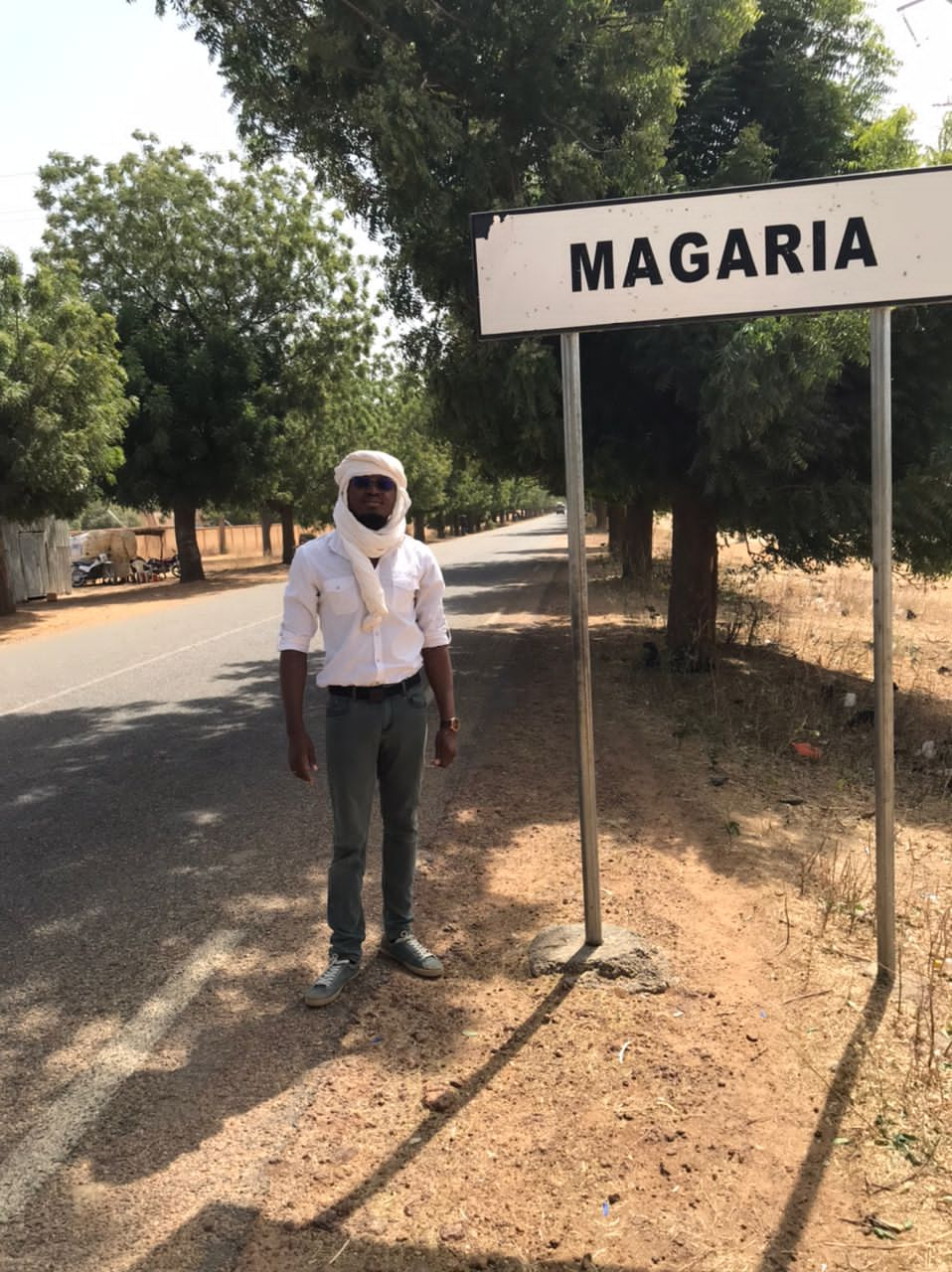
Ortstafel der Departementshauptstadt Magaria (2023)

Das Departement liegt im Süden des Landes und grenzt an Nigeria. Es besteht aus der Stadtgemeinde Magaria und den Landgemeinden Bandé, Dantchiao, Kwaya, Sassoumbroum, Wacha und Yékoua. Der namensgebende Hauptort des Departements ist Magaria. Durch das Departement verläuft das Trockental Korama.

## Geschichte
Nach der Unabhängigkeit Nigers im Jahr 1960 wurde das Staatsgebiet in 32 Bezirke (circonscriptions) aufgeteilt. Einer davon war der Bezirk Magaria. 1964 gliederte eine Verwaltungsreform Niger in sieben Departements, die Vorgänger der späteren Regionen, und 32 Arrondissements, die Vorgänger der späteren Departements. Im Zuge dessen wurde der Bezirk Magaria in das Arrondissement Magaria umgewandelt.
Im Jahr 1998 wurden die bisherigen Arrondissements Nigers zu Departements erhoben, an deren Spitze jeweils ein vom Ministerrat ernannter Präfekt steht. Die Gliederung des Departements in Gemeinden besteht seit dem Jahr 2002. Zuvor bestand es aus dem städtischen Zentrum Magaria und den Kantonen Magaria, Bandé, Dantchiao, Dungass, Gouchi, Mallaoua und Ouacha. 2011 wurde Dungass als eigenes Departement aus dem Departement Magaria herausgelöst.

## Bevölkerung
Das Departement Magaria hat gemäß der Volkszählung 2012 579.181 Einwohner. Bei der Volkszählung 2001, vor der Herauslösung von Dungass, waren es 496.874 Einwohner, bei der Volkszählung 1988 354.407 Einwohner und bei der Volkszählung 1977 273.006 Einwohner.

## Verwaltung
An der Spitze des Departements steht ein Präfekt (französisch: préfet), der vom Ministerrat auf Vorschlag des Innenministers ernannt wird.
| Amtszeit                     | Name                            |
| ---------------------------- | ------------------------------- |
| …                            |                                 |
| 15. Apr. 2010 – 3. Jun. 2011 | Inoussa Garba                   |
| 3. Jun. 2011 – 4. Dez. 2013  | Souley Mallam Moussa            |
| 4. Dez. 2013 – 29. Jul. 2016 | Saley Djigo (alias Saley Djibo) |
| 29. Jul. 2016 – 8. Nov. 2021 | Ibrahim Souleymane              |
| 8. Nov. 2021 – 21. Sep. 2023 | Issoufou Ada                    |
| seit 21. Sep. 2023           | Lompo Yempambou Mahamadou       |